# 23016 Michaelroche
23016 Michaelroche è un asteroide della fascia principale. Scoperto nel 1999, presenta un'orbita caratterizzata da un semiasse maggiore pari a 2,6447055 UA e da un'eccentricità di 0,0297807, inclinata di 4,55368° rispetto all'eclittica.